# 90 Herculis
90 Herculis (f Herculis) é uma estrela na direção da Hercules. Possui uma ascensão reta de 17h 53m 18.02s e uma declinação de +40° 00′ 28.2″. Sua magnitude aparente é igual a 5.17. Considerando sua distância de 363 anos-luz em relação à Terra, sua magnitude absoluta é igual a −0.07. Pertence à classe espectral K3III.